# Stas Pjecha

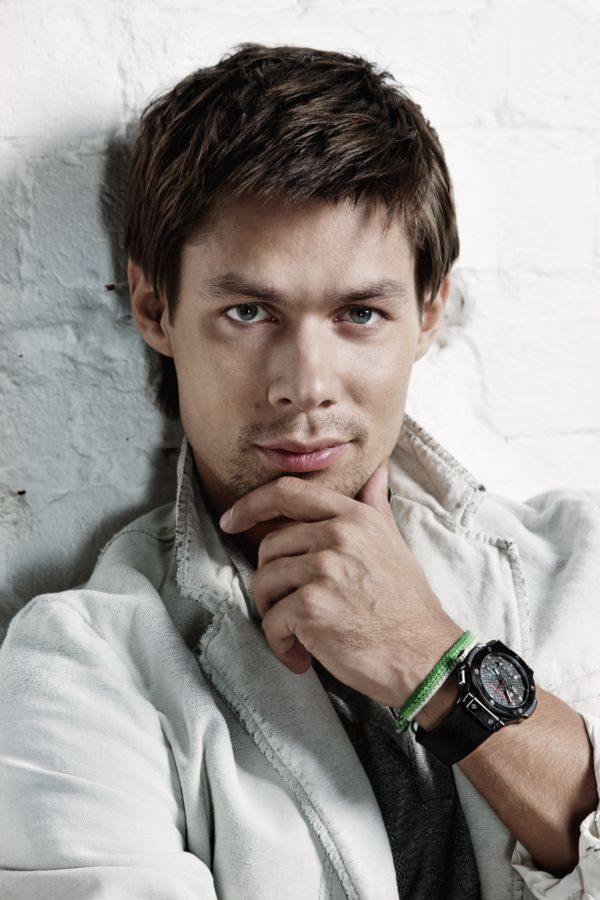
Stas Pjecha

Stanislaw Pjatrassowitsch Pjecha (russisch Станислав Пятрасович Пье́ха; * 13. August 1980 in Leningrad), bekannt auch als Stas Pjecha, ist ein russischer Pop-Sänger, Musiker und Dichter.

## Kindheit und Familie
Stanislaw Pjecha wurde 1980 in Sankt Petersburg als Sohn der Sängerin Ilona Bronewizkaja und des litauischen Jazzmusikers Petras Gerulis geboren. Seine Großmutter ist die Sängerin Edita Pjecha.
Die Eltern ließen sich scheiden, als Pjecha noch klein war, aus der zweiten Ehe seiner Mutter entstammt eine Halbschwester.
Ab dem 7. Lebensjahr erhielt Pjecha Klavier- und Gesangsunterricht.
Bekannt wurde Piecha durch Auftritte in der Fernsehshow Fabrika swjosd. Hier wurde sein erster Hit „Ein Stern“ (russ.«Одна звезда») vorgestellt. Außerdem knüpfte er hier Kontakte zu seinem späteren Produzenten Wiktor Drobysch und zu Ken Hensley, mit dem er die Rock-Ballade July Morning sang.
Stas Pjecha gehört in den Nachfolgestaaten der Sowjetunion zu den populärsten Sängern. Er hat auch in Deutschland mehrere Konzerte gegeben. Außerdem war er Mitglied der Jury in der ukrainischen Version von The Voice.

## Diskografie

### Studioalben
- 2005: Одна Звезда
- 2008: Иначе
- 2013: 10

### Singles (Auswahl)
- 2005: Ты Грустишь (mit Valeriya)
- 2005: Где буду я
- 2005: Одна Звезда
- 2006: Расставание (mit Valeriya)
- 2008: Она не твоя
- 2008: Я Тебе Подарю
- 2013: Я с тобой
- 2013: Я и ты (mit Slava)
- 2013: Я лист
- 2013: На ладони линия
- 2018: Думать о ней